# Belfast Celtic Football Club
El Belfast Celtic Football Club fue un club de fútbol de Irlanda del Norte, Reino Unido, con sede en Belfast. Considerado como el club católico del norte de la isla de Irlanda e históricamente vinculado al nacionalismo irlandés, fue durante la primera mitad del siglo XX uno de los equipos más exitosos de la Liga irlandesa. La institución abandonó las competiciones oficiales y desapareció en 1949.

## Historia

### Nacimiento del club
Cuando nació el Belfast Celtic Football Club en 1891, el fútbol se había establecido en la isla de Irlanda diez años antes. Procedente desde Escocia, y, en particular desde Glasgow, que es la principal zona de expansión del fútbol en el norte del Reino Unido, el fútbol se concentraba en Úlster en la ciudad de Belfast. La Asociación Irlandesa de Fútbol (IFA) se formó en noviembre de 1880 durante una reunión en el Queen's Hotel de Belfast. La base de esta federación es el Cliftonville Football Club, creado el año anterior por John Mc Alery, un comerciante textil que regresaba de un viaje a Edimburgo, donde descubrió este nuevo deporte. Mc Alery invitó a los clubes Queen's Park y Caledonians a un partido de exhibición el 24 de octubre de 1878. Perseveró en su idea al crear el año siguiente al Cliftonville, y luego la federación, cuyo primer presidente fue el mayor Spencer Chichester.
A lo largo de la década de 1880, los principales clubes de Belfast se crearon uno tras otro, siendo cada club el representante de un barrio de la capital industrial de Irlanda: Distillery en Dunville Park, Glentoran en Ballymacarret, y Linfield en Bog Meadows.
La creciente popularidad del fútbol en Belfast y, por tanto, su rápido establecimiento, deben considerarse en relación con las condiciones sociales, económicas y políticas del desarrollo de la ciudad de Belfast. La ciudad de la década de 1880 juega un papel importante en la revolución industrial en el Reino Unido. Por mucho que los inmigrantes católicos de finales del siglo XVIII y de la primera mitad del siglo XIX fueron bien recibidos por la población protestante de la ciudad, las cosas fueron muy diferentes en la segunda mitad del siglo. La gran hambruna de 1845-1849 hizo que un gran número de irlandeses emigraran a las principales ciudades, y el poder económico de Belfast la convirtió en un destino preferente. En 1890, los católicos representaban el 25% de la población de Belfast.
Belfast se dividió rápidamente en dos grupos políticos, religiosos y culturales, que distinguían a protestantes y católicos. Las relaciones entre estas dos comunidades habían sido muy violentas desde mediados del siglo XIX, y en particular desde la Party Processions Act de 1871 que permitió a los miembros de la Orden de Orange marchar y, por tanto, desafiar a sus oponentes en los barrios católicos. En la década de 1880, Belfast era una ciudad en auge. Los astilleros y la industria textil, que tenía una gran demanda, atrajeron a muchos irlandeses. La ciudad crecía a una velocidad muy alta: desde 1890 hay hasta 2000 nuevas viviendas por año en la ciudad. Los recién llegados se agruparon según su religión y se estaba produciendo una verdadera segregación. La minoría católica se encontraba muy dispersa por toda la ciudad, pero muy rápidamente la concentración principal se dispuso en el distrito de Pound Loney alrededor de Falls Road.
El Belfast Celtic se fundó en agosto de 1891 en Falls Road número 88, en el corazón del barrio católico de la ciudad. El secretario del club, Bob Hayes, se encargó de contactar con el Celtic Football Club de Glasgow para obtener un patrocinio. El Celtic le envió ayuda financiera para desarrollar un equipo de fútbol y adquirir un terreno. El club lleva el nombre de su referente escocés Celtic, y fue creado sobre el mismo principio de cohesión y caridad de la comunidad católica en Belfast. El primer estadio del club es un antiguo campo de atletismo ubicado en Broadway cerca de Falls Road.
Crear un equipo de fútbol en un barrio católico no era fácil, ya que este deporte se consideraba un juego invasivo. Los nacionalistas irlandeses hablaban del juego de guarnición o del deporte de guarnición, en referencia a que el fútbol era el deporte que practicaban los soldados británicos estacionados en Irlanda. Los deportes gaélicos eran las principales actividades deportivas de la minoría católica en Falls Road. Muchos clubes se formaron a finales del siglo XIX como Milltown, Millvale y Clondara.
El Belfast Celtic comenzó su actividad como un club juvenil, y se unió a la Alliance Junior League. Rápidamente, el equipo se consolida como una nueva fuerza en el fútbol local. En las tres primeras temporadas, el Belfast Celtic perdió solo dos de los cincuenta partidos que disputó.
El club ganó sus primer trofeo en 1894 al conquistar el Robinson and Cleaver Junior Shield. Conservó este trofeo durante los dos años siguientes. Estas primeras victorias ya daban un anticipo de las violentas pasiones que marcarían toda la historia del club: en la final de 1895 ante el Glentoran Seconds, la afición del club se vio envuelta en peleas y arrojó piedras a los dirigentes del club. Al término de la final la multitud invadió el campo de juego y muchos directivos, así como jugadores del equipo rival fueron atacados, y algunos tuvieron que ser hospitalizados.
Si bien el Belfast Celtic continuó siendo un equipo juvenil, el club vencía regularmente a los equipos que competían en la liga irlandesa. En 1893 el club derrotó al Cliftonville en la semifinal del Country Antrim Shield antes de inclinarse ante el Distillery en la final. En 1894 obtuvo otro subcampeonato, antes de tomar su revancha al conquistar el triunfo en 1895 frente al Distillery.

### Debut en la liga
Mientras el club se preparaba para ingresar a la liga irlandesa, que existía desde 1890, la violencia volvía a las calles del área metropolitana. Una de las protestas sectarias más violentas fue la del 15 de agosto de 1896, cuando los nacionalistas irlandeses organizaron una marcha a través de los suburbios de Belfast hasta Hannastown para exigir amnistía para los presos políticos irlandeses. La procesión de unas 20 000 personas acabó en un motín cuando, de camino a casa, es atacada por una turba lealista. La violencia continuó cuando intervinieron las fuerzas de orden. Esa misma noche, se desplegó el ejército para separar las dos comunidades antagónicas.
Los primeros pasos en la máxima categoría son particularmente difíciles. La temporada 1896-97 terminó con nota negativa, al obtener el último lugar en la clasificación y al conseguir solo una victoria. Esto se sumó a que el club no tenía un estadio apto para recibir a sus rivales, ya que el campo de Broadway no se consideró adecuado para albergar el campeonato, por lo que el Belfast Celtic tuvo que disputar todos sus encuentros fuera de casa. El primer encuentro del club en la máxima categoría irlandesa se disputó el 5 de septiembre de 1896 contra Cliftonville en el estadio Solitude, con una derrota para el Belfast Celtic de 1-3.
La deambulación del club continuó hasta mediados de la temporada siguiente. La desventaja de jugar de forma sistemática como visitante era demasiado pesada y la dirigencia se encontraba buscando un campo. A eso había que sumar que sus oponentes obtenían en cada partido en que efectuaban como local un ingreso promedio de 10 libras esterlinas, mientras que el Belfast Celtic no sumaba ingresos para mantener las finanzas de la institución.

### Primer título
La temporada 1899-00 se estaba preparando en un ambiente de violencia difusa y tensiones comunitarias. A partir de julio de 1899, los disturbios se sucedieron con mucha frecuencia, y una procesión de la Orden de Orange fue la que prendió fuego a la pólvora. El Belfast Celtic comenzó su temporada contra el Cliftonville, y, desde el primer partido, que terminó en empate, las gradas del estadio fueron escenario de enfrentamientos. Al mismo tiempo, enfrentamientos se daban en el este de Belfast durante el partido entre Distillery y Glentoran. La IFA se reunió a toda prisa y dio firmes advertencias en cada estadio a los espectadores. La semana siguiente, grandes contingentes de policías se movilizaron para la victoria del Belfast Celtic como visita al Glentoran.
El mes de octubre vio como la política internacional se infiltró en la vida diaria de Belfast al comenzar la segunda guerra bóer. Así como la guerra despiertaba sentimientos patrióticos entre los protestantes, los nacionalistas irlandeses trataban las noticias con indiferencia. El Regimiento Real de Escocia que participaba en el campeonato se retiró de la competencia. El Belfast Celtic, por su parte, decidió enfrentarse a un equipo de raza negra que representaban al Estado Libre de Orange.
Antes de la última jornada, el campeonato se encontraba liderado por el Belfast Celtic, a pesar de haber perdido ante su máximo rival, el Linfield. En la última fecha el Celtic se inclinó ante el Distillery por 1-3, lo que dejaba al Linfield con la posibilidad de ganar el campeonato con la condición de ganar su último partido en el campo del Glentoran. Los Glens ganaron y dejaron el título de campeón irlandés al Belfast Celtic, nueve años después de la creación del club y cuatro años después de entrar a la máxima categoría. El equipo estaba basado en tres figuras principales, el defensa Jimmy Connor, el mediocampista ofensivo Pat McAuley, primer jugador del club en ser convocado a la selección, y el extremo escocés Joe Abrahams.
El club aprovechó el impulso adquirido con este título para abandonar Klondyke, el terreno arrendado donde disputó todos sus partidos como local, para adquirir terrenos en Donegal Road, en las inmediaciones del distrito nacionalista de Falls. La nueva casa del club fue nombrada como el estadio del club hermano en Glasgow, Celtic Park. El primer partido oficial se jugó el 31 de agosto de 1901 con un encuentro contra Glentoran.
También el club se valió del título para mejorar su estructura económica. El consejo directivo creó una empresa con el nombre de The Belfast Celtic Football and Athletic Company Limited, que debe hacerse cargo de todas las actividades del club, de su equipo de fútbol por supuesto, pero también de sus obras benéficas, y sus otras actividades deportivas, como el ciclismo, carreras de galgos, atletismo y críquet.

### Primera suspensión
El Belfast Celtic, por su establecimiento y su implicación en el apoyo a las comunidades católicas de Belfast, estuvo en contacto directo con la actualidad política del Reino Unido de Gran Bretaña e Irlanda, y por tanto de las tendencias independentistas de la isla de Irlanda. La introducción de un tercer debate sobre la autonomía en 1912 por parte del primer ministro británico, Herbert Henry Asquith, alcanzó al club y amplió un poco más el abismo que lo separaba de otros clubes del campeonato y de la federación irlandesa.
Como reacción a la autonomía, los opositores al proyecto organizaron el 28 de septiembre de 1912 una gran manifestación que reunió a 500 000 personas para formalizar la firma del Pacto del Ulster, en donde se comprometieron a desafiar la autonomía en todos los medios posibles. El fútbol se encontraba en el corazón de los eventos, y dos semanas antes de la manifestación, el 14 de septiembre, se disputó un partido entre Belfast Celtic y Linfield, encuentro que es la cristalización de las luchas del país, un club nacionalista que se encontraba con un club lealista. El partido se interrumpió en el descanso debido a los enfrentamientos que se produjeron en las gradas y en los alrededores del estadio.
El Belfast Celtic ganó otro título de liga en la temporada 1914-15, en el último campeonato disputado antes de una pausa de 4 años debido a la Primera Guerra Mundial. Al final de la guerra, el club volvió a ganar el campeonato, al ubicarse por delante del Distillery por tres puntos. Sin embargo, esta victoria marcó el final de un ciclo, ya que la junta directiva del club decidió retirarse del campeonato. El alzamiento de Pascua de 1916 en Dublín y la afirmación del deseo de independencia de los católicos irlandeses crearon una atmósfera particularmente perjudicial en Belfast. Los dirigentes consideraron entonces que ya no les es posible controlar la multitud y garantizar un mínimo de seguridad en su estadio. Durante las últimas semanas de la temporada 1920-21, los enfrentamientos entre los seguidores se suceden uno tras otro. El encuentro de ida entre Belfast Celtic y Glentoran por la semifinal de la Copa de Irlanda quedó en suspenso luego de que los aficionados del Glentoran arrojaron piedras a los árbitros. El partido de vuelta, disputado en Solitude el Día de San Patricio se interrumpió después de 10 minutos de juego cuando la multitud invadió el campo. La batalla campal entre los aficionados resultó en numerosas lesiones y se hicieron disparos en las gradas. Unos días después del partido, la junta directiva de la IFA suspendió al Belfast Celtic de todas las competencias oficiales. Esta condena exclusivamente centrada en el club y que exoneraba al Glentoran de toda responsabilidad provocó el enfado y un fuerte sentimiento de persecución entre los dirigentes. En reacción, el presidente Bob Barr anunció la retirada total del club del fútbol irlandés.
La Copa de Irlanda se otorgó al Shelbourne Football Club, debido a la retirada de su oponente Glentoran, que no quiso ir a Dublín para jugar la final. Esta competición es también la última que reunió a clubes de toda la isla de Irlanda, ya que los clubes del sur se separaron para organizarse bajo la bandera de una nueva federación con sede en Dublín, la Asociación de Fútbol de Irlanda (FAI), que pasó a representar al Estado Libre Irlandés y luego a la República de Irlanda. En Belfast la Asociación Irlandesa de Fútbol pasó a representar a Irlanda del Norte dentro del Reino Unido.

### Desaparición del club

#### ElBoxing Day
Al final de la Segunda Guerra Mundial, el Belfast Celtic se presentó para la reanudación del campeonato en una posición de fuerza en el fútbol de Irlanda del Norte. Ganó cuatro de las seis competencias regionales disputadas durante la guerra. La temporada 1947-48 comenzó bajo características especiales: la selección norirlandesa perdió drásticamente un encuentro internacional frente a Inglaterra en octubre. Pocos días después del partido, el Derry Forrester Football Club se retiró de forma unilateral del fútbol de Irlanda del Norte con el pretexto de que el equipo norirlandés estaba formado por diez católicos y un protestante, y que el comité de elección de la selección estaba formado exclusivamente por católicos. En esta selección había tres exjugadores del Belfast Celtic y un cuarto era suplente. La liga de Irlanda del Norte estaba entonces completamente dominada por Belfast Celtic, que ganó diez de sus primeros doce partidos con un empate y una derrota.
El 26 de diciembre de 1948, como cada Boxing Day, se llevaba a cabo el tradicional encuentro entre los dos clubes más exitosos de Irlanda del Norte, Belfast Celtic y Linfield. El partido prometía ser tenso ya que unas semanas antes los dos equipos se habían enfrentado en la City Cup y el partido se vio empañado por un violento enfrentamiento entre el portero del Belfast Celtic Kevin McAlinden y el delantero centro de Linfield Billy Simpson. Belfast Celtic lideró la mayor parte del juego, pero Linfield empató en el último minuto. Los aficionados del Linfield invadieron el campo y atacaron a varios jugadores del Belfast Celtic, incluido el delantero centro Jimmy Jones, que resultó gravemente herido, y con una fractura en una pierna.

#### Gira por América del Norte
Entre mayo y junio de 1949 el club realizó una gira de 10 partidos por Estados Unidos y Canadá. Las fechas de la gira obligaron al equipo a retirarse del County Antrim Shield después de clasificar a la semifinal, en la que fueron reemplazados por Linfield, a quien habían vencido anteriormente por 4-0. Mientras el equipo se preparaba para zarpar hacia Nueva York, se anunció públicamente que el club tenía la intención de dejar la liga, a la espera de la decisión final de los socios del club en su reunión anual en junio.

## Palmarés

### Torneos nacionales
- Liga de Irlanda del Norte (14): 1899-00, 1914-15, 1919-20, 1925-26, 1926-27, 1927-28, 1928-29, 1932-33, 1935-36, 1936-37, 1937-38, 1938-39, 1939-40, 1947-48
- Copa de Irlanda del Norte (8): 1917-18, 1925-26, 1936-37, 1937-38, 1940-41, 1942-43, 1943-44, 1946-47
- City Cup (11): 1905-06, 1906-07, 1918-19 (compartido), 1925-26, 1927-28, 1929-30, 1930-31, 1932-33, 1939-40, 1947-48, 1948-49
- Gold Cup (6): 1911-12, 1925-26, 1934-35, 1938-39, 1939-40, 1947-48
- Inter-City Cup (1): 1947-48 (compartido)

### Torneos regionales
- County Antrim Shield (7): 1894-95, 1926-27, 1935-36, 1936-37, 1938-39, 1942-43, 1944-45
- Belfast Charity Cup (11): 1903-04, 1909-10, 1911-12, 1919-20, 1925-26 (compartido), 1931-32, 1935-36 (compartido), 1936-37, 1938-39, 1939-40, 1940-41
- Belfast and District League (1): 1918-19
- Northern Regional League (4): 1940-41, 1941-42, 1943-44, 1946-47
- Substitute Gold Cup (4): 1940-41, 1943-44, 1945-46, 1946-47